# Мітоміцин
Мітоміцин (англ. Mitomycin, лат. Mitomycinum) — природний лікарський препарат, отриманий із продуктів життєдіяльності найчастіше бактерії Streptomyces caespitosus, а також Streptomyces lavendulae, який є похідним азиридинових мітозанових антибіотиків та належить до групи протипухлинних антибіотиків Мітоміцин застосовується переважно внутрішньовенно, при очних захворюваннях може застосовуватися місцево. Мітоміцин у природі зустрічається у різних формах: мітоміцин A, мітоміцин B, мітоміцин C. Як лікарський препарат найчастіше застосовується мітоміцин C.

## Фармакологічні властивості
Мітоміцин — природний лікарський засіб, який найчастіше отримують із продуктів життєдіяльності бактерії Streptomyces caespitosus, та який є похідним азиридинових мітозанових антибіотиків та належить до групи протипухлинних антибіотиків. Механізм дії препарату полягає в інгібуванні синтезу та утворенні поперечних зшивок між молекулами ДНК у пухлинних клітинах, а також у частковому інгібуванні синтезу РНК і білків в пухлинних клітинах. Мітоміцин застосовується у комбінації з іншими протипухлинними препаратами при різних видах раку: метастичному раку шлунку та підшлункової залози; а також як паліативний засіб при раку стравоходу, колоректальної зони, печінки та жовчевого міхура, шийки матки та вульви, молочної залози, сечового міхура, простати, недрібноклітинному раку легень, раку ділянки голови та шиї, мезотеліомі та хронічному мієлолейкозі. Також мітоміцин застосовується при глаукомі в післяопераційному періоді як антиметаболіт для зменшення рубцювання після операції для попередження заростання дренажного каналу для виходу внутрішньоочної рідини та профілактики підвищення внутрішньоочного тиску. У клінічних дослідженнях мітоміцин застосовують для профілактики післяопераційних стриктур травного тракту.

### Фармакокінетика
Мітоміцин швидко розподіляється в організмі після ін'єкції, після внутрішньовенного введення біодоступність препарату становить 100 %. Препарат швидко виводиться із плазми крові. Препарат погано проходить через гематоенцефалічний бар'єр, проходить через плацентарний бар'єр, даних за проникнення в грудне молоко немає. Метаболізується мітоміцин переважно в печінці, частково метаболізується також ферментами в інших органах та тканинах. Виводиться препарат із організму переважно із сечею, частково у незміненому вигляді. Період напіввиведення мітоміцину при болюсному введенні складає 17 хвилин, а при крапельному введенні в середньому складає 50 хвилин, і цей час може збільшуватися при порушеннях функції печінки або нирок.

## Покази до застосування
Мітоміцин застосовують для лікування різних видів раку: метастичному раку шлунку та підшлункової залози; а також як паліативний засіб при раку стравоходу, колоректальної зони, печінки та жовчевого міхура, шийки матки та вульви, молочної залози, сечового міхура, простати, недрібноклітинному раку легень, раку ділянки голови та шиї, мезотеліомі та хронічному мієлолейкозі.

## Побічна дія
При застосуванні мітоміцину побічні ефекти спостерігаються дуже часто, найхарактернішим зних є:
- Алергічні реакції та з боку шкірних покривів — алопеція, гарячка, шкірний висип.
- З боку травної системи — стоматит, нудота, блювання, погіршення апетиту, діарея, порушення функції печінки.
- З боку нервової системи — головний біль, запаморочення, погіршення гостроти зору, сонливість, сплутаність свідомості, загальна слабкість.
- З боку дихальної системи — задишка, сухий кашель, інфільтрати в легенях, респіраторний дистрес-синдром.
- З боку серцево-судинної системи — артеріальна гіпертензія, периферичні набряки, ураження судин (у тому числі судин мозку із неврологічними порушеннями).
- З боку сечостатевої системи — порушення функції нирок (часто незворотня, із формуванням ниркової недостатності), гемолітико-уремічний синдром.
- Зміни в лабораторних аналізах — лейкопенія, тромбоцитопенія, анемія, мікроангіопатична гемолітична анемія, підвищення рівня креатиніну та сечовини в плазмі крові.
- Інші побічні ефекти — флебіт у місці ін'єкції, інфільтрат та некроз тканин у місці потрапляння розчину препарату під шкіру, тератогенна та онкогенна дія.

## Протипокази
Мітоміцин протипоказаний при підвищеній чутливості до препарату, тромбоцитопенії та порушеннях зсідання крові, вираженій кровоточивості, виражених порушеннях функції нирок, вагітності та годуванні грудьми, у дитячому віці.

## Форми випуску
Мітоміцин випускається у вигляді ліофілізату або порошку для приготування розчину для внутрішньовенного застосування у флаконах по 2, 5, 10, 20 та 40 мг., та у вигляді 0,04 % розчину для місцевого застосування.